# Локоть (станция)
Локоть — крупная узловая железнодорожная станция Западно-Сибирская железной дороги, в селе Веселоярск Рубцовского района Алтайского края. Несмотря на то, что станция расположена на территории России, она относится Казахстанским железным дорогам, являясь пограничной . Здесь производится паспортный контроль пассажиров в международном сообщении. С северной стороны расположена станция Рубцовск (25 км), на юг железная дорога имеет ответвление до станции Аул (25 км), на восток — до станции Ремовская (22 км), на запад имеется ответвление до станции Малиновое озеро, в разобранном виде (124 км).
Станция хорошо связана с районным центром городом Рубцовском тремя парами поездов в день, из них на двух можно доехать до Барнаула. Многие жители села работают в Рубцовске, а пригородные поезда доставляют их к месту их пребывания. По грузовым работам является второй станцией в крае, после Алтайской.

## Галерея

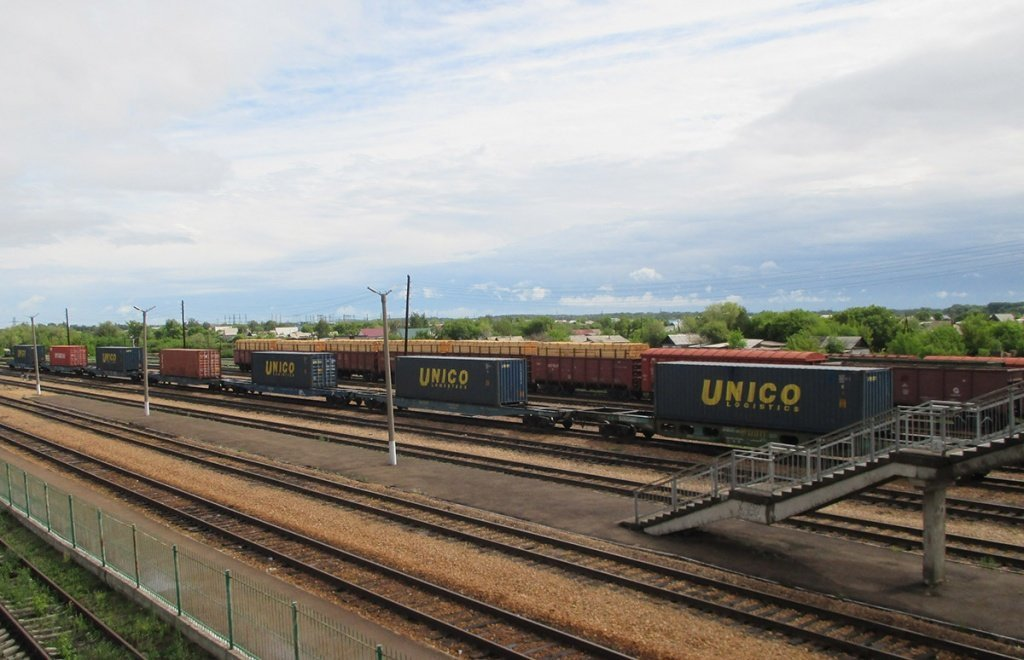
Вид на Казахстан
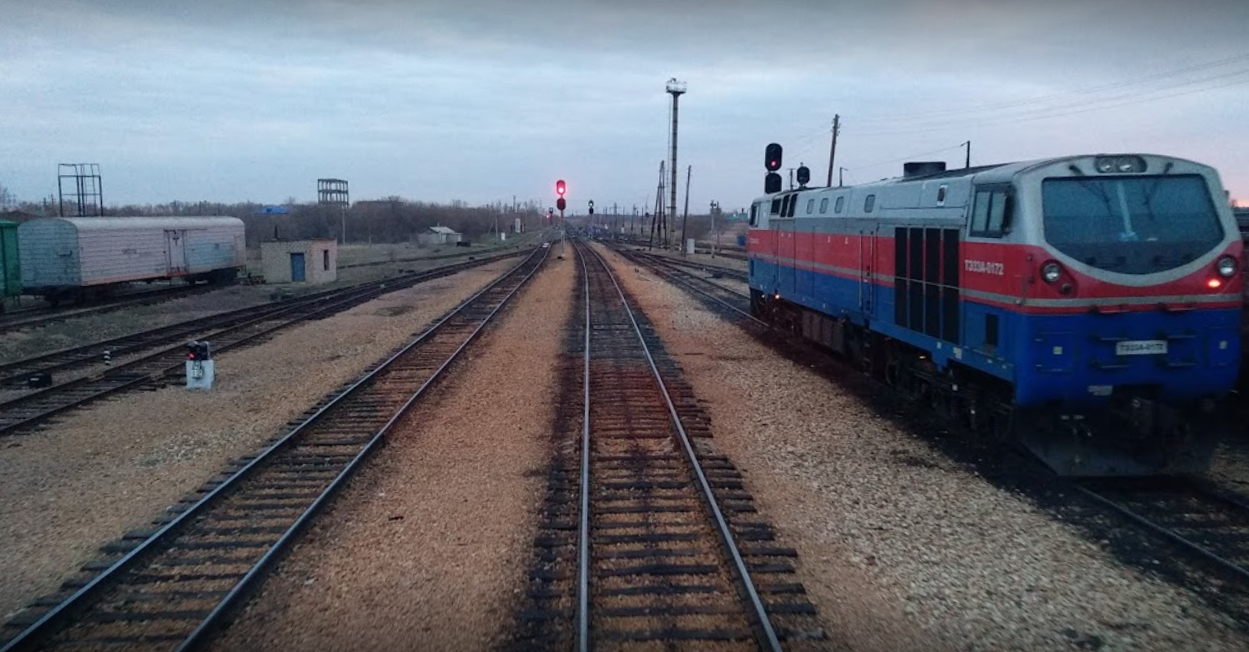
Вид на Казахстан